# چشمه‌گدار
چشمه‌گدار یا چشمه‌زیلان (به کُردی: کانی زیلان)، روستایی از توابع بخش مرکزی شهرستان جوانرود در استان کرمانشاه ایران است.

## جمعیت
این روستا در دهستان بازان قرار دارد و براساس سرشماری مرکز آمار ایران در سال ۱۳۸۵، جمعیت آن ۲۷۱ نفر (۵۹خانوار) بوده‌است.

## رانش زمین
در بهمن ۱۴۰۱ اعلام شد که روستای کانی زیلان با پدیدۀ رانش زمین مواجه شده‌است.